# Space Man

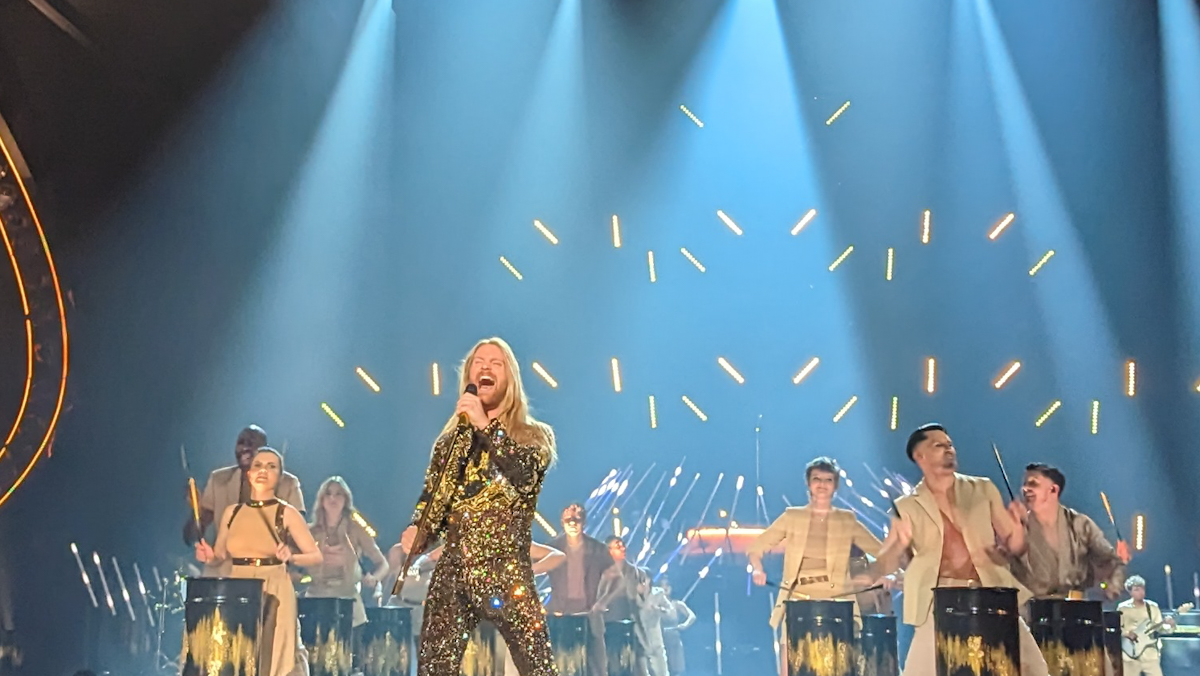
Fotografia da actuação de Sam Ryder durante os ensaios da final da Eurovisão de 2023, em Liverpool.

"Space Man" (em português: Homem do espaço) foi a canção que representou o Reino Unido no Festival Eurovisão da Canção 2022 que teve lugar em Turim. A canção foi selecionada através de uma seleção interna. "Space Man" terminou em 2º lugar com 466 pontos, a melhor qualificação para o país desde Festival Eurovisão da Canção 2002.